# André Villas-Boas
André Villas-Boas, właśc. Luís André de Pina Cabral de Villas-Boas, wym. [ɐ̃ˈdɾɛ ˈvilɐʒ ˈboɐʃ] (ur. 17 października 1977 w Porto) – portugalski trener piłkarski.

## Kariera szkoleniowa
Jako nastolatek został włączony do sztabu szkoleniowego FC Porto przez ówczesnego pierwszego trenera, sir Bobby’ego Robsona, ze względu na dobrą znajomość języka angielskiego. Ich współpraca zaczęła się od listu, który 16-letni Villas-Boas upuścił pod drzwiami trenera, mieszkającego w tym samym apartamentowcu. Zażądał w nim włączenia do pierwszej jedenastki napastnika Domingosa Paciêncii. Robson spotkał się z chłopakiem i przeczytał przygotowany przez niego raport. Portugalczyk zrobił takie wrażenie, że został stażystą w klubie, a następnie dzięki Robsonowi skończył praktyki w Ipswich Town i kursy trenerskie w Szkocji. W wieku siedemnastu lat uzyskał pierwszą licencję trenerską (UEFA C). Cztery lata później, w wieku 21 lat, został na krótko dyrektorem technicznym reprezentacji Brytyjskich Wysp Dziewiczych.

### 2002–2009: współpraca z José Mourinho
| „Wy widzicie we mnie Mourinho, a ja przypominam bardziej Bobby’ego Robsona. Bo mam angielskich przodków, duży nos i lubię pić wino.”—André Villas-Boas |

Od 2002 przez siedem lat współpracował z José Mourinho, którego poznał w sztabie Robsona. Villas-Boas jako jego asystent odpowiadał za rozpracowywanie gry rywali w FC Porto, Chelsea i Interze Mediolan. Z każdym z tych klubów Portugalczycy wywalczyli mistrzostwo kraju, a także kilka trofeów europejskich: Puchar UEFA (z Porto) i dwa Puchary Mistrzów (z Porto i Interem). Niespodziewane rozstanie z Mourinho nastąpiło jeszcze przed zdobyciem tego ostatniego w 2009; żaden z trenerów nie zdradza powodów rozejścia.
Villas-Boas bywa często porównywany do Mourinho ze względu na podobną drogę szkoleniową. Obaj nie grali profesjonalnie w piłkę, pracę szkoleniową zaczynali u boku Bobby’ego Robsona, obaj najpierw ratowali słabsze kluby przed spadkiem z ligi (Mourinho União Leiria, Villas-Boas – Académicę), a następnie osiągali sukcesy z FC Porto, gdzie już w pierwszym sezonie zdobyli mistrzostwo i Puchar Portugalii oraz zwyciężyli w rozgrywkach Ligi Europejskiej. Obaj po rozstaniu z Porto zostali zatrudnieni przez Chelsea. Ponadto mają tego samego menedżera, Jorge’a Mendesa.

### 2009–2010: Académica Coimbra
Na początku sezonu 2009–2010 – w wieku trzydziestu dwu lat – postanowił rozpocząć samodzielną pracę szkoleniową i przyjął propozycję działaczy Académiki Coimbra. Był jednym z kilku młodych trenerów, obok Domingosa Paciêncii, Jorge’a Costy i Paula Bento, którzy w podobnym okresie zaczynali pracę w lidze portugalskiej. Przed zatrudnieniem Villas-Boasa Académica zajmowała ostatnie miejsce w tabeli. Pod kierownictwem nowego trenera zakończyła sezon na jedenastym miejscu z dziesięcioma punktami przewagi nad strefą spadkową. Ponadto dotarła do półfinału Pucharu Ligi, w którym uległa FC Porto. Komentatorzy podkreślali, że młody szkoleniowiec nie tylko poprawił skuteczność piłkarzy, ale także wprowadził efektowny styl gry, dzięki czemu po zakończeniu sezonu zaczęto spekulować o podjęciu przezeń pracy w Sportingu, który właśnie zwolnił trenera.

### 2010–2011: FC Porto

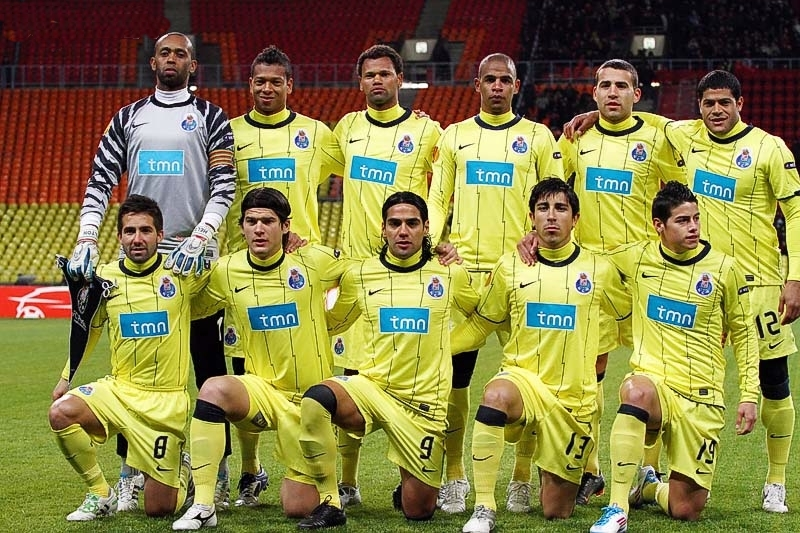
FC Porto 2010–11. Stoją od lewej: Helton, Guarín, Rolando, Fernando, Otamendi, Hulk. W drugim rzędzie od lewej: Moutinho, Săpunaru, Falcao, Fucile, Rodríguez.

Jednak w tym samym czasie z FC Porto odszedł Jesualdo Ferreira; Villas-Boas, który kilka lat wcześniej był już związany z tym klubem, wybrał więc możliwość pracy w Porto i 4 czerwca 2010 został przedstawiony jako nowy szkoleniowiec tego klubu. Pracę w nim zaczął od sprzedaży dwóch gwiazd, Brunona Alvesa i Raula Meirelesa. Dwa miesiące później zdobył z Porto swoje pierwsze trofeum: Superpuchar Portugalii, po zwycięstwie 2:0 nad Benficą.
Sezon 2010–2011 Porto zakończyło na pierwszym miejscu, dzięki czemu po dwuletniej przerwie odzyskało tytuł mistrza Portugalii. Dodatkowym osiągnięciem zespołu i jego trenera był bilans zwycięstw w lidze: na 30 meczów drużyna wygrała aż 27 (m.in. 5:0 z Benficą), a pozostałe trzy (ze Sportingiem, Vitórią i FC Paços de Ferreira) zremisowała. Po raz pierwszy FC Porto wygrało ligę, nie doznając porażki, czym powtórzyło wyczyn Benfiki z sezonu 1972–1973. Villas-Boas pobił także należący do Mourinho rekord meczów bez porażki we wszystkich rozgrywkach (36).
| „Nie jestem dyktatorem. Zawodnicy mogą odkrywać swój prawdziwy potencjał tylko wtedy, kiedy nie są przez nikogo spętani i wiedzą, że zwycięstwo zależy od ich własnych nóg. Uwielbiam nieprzewidywalność.”—André Villas-Boas o swojej filozofii futbolu, 2011. |

Do dobrych wyników w lidze doszły sukcesy w Lidze Europejskiej. Porto po raz drugi w historii wygrało w tych rozgrywkach, pokonując po drodze m.in. KRC Genk (3:0 i 4:2), Rapid Wiedeń (3:0 i 3:1), Sevilla FC (2:1 i 0:1), CSKA Moskwa (1:0 i 2:1), Spartak Moskwa (5:1 i 5:2), Villarreal CF (5:1 i 2:3). W finale ich rywalem był SC Braga, prowadzony przez innego młodego szkoleniowca z Portugalii, Domingosa Paciêncię. W meczach ligowych Porto dwukrotnie z nim wygrało, 3:2 i 2:0. Podobnie było w Lidze Europejskiej: finał zakończył się wynikiem 1:0. Villas-Boas, który w chwili tego zwycięstwa miał 33 lata, jest najmłodszym w historii trenerem-zdobywcą europejskiego pucharu.
Kilka dni później Porto zdobyło kolejne trofeum: po zwycięstwie 6:2 z Vitórią SC podopieczni Villas-Boasa wywalczyli Puchar Portugalii.
| Najlepszy trener klubowy świata według IFFHS | Najlepszy trener klubowy świata według IFFHS | Najlepszy trener klubowy świata według IFFHS | Najlepszy trener klubowy świata według IFFHS |
| Rok                                          | Miejsce AVB                                  | Zwycięzca                                    |                                              |
| -------------------------------------------- | -------------------------------------------- | -------------------------------------------- | -------------------------------------------- |
| 2011                                         | 4.                                           | Josep Guardiola                              |                                              |

Po zakończeniu bardzo udanego sezonu z Porto we włoskiej prasie pojawiła się informacja, że Portugalczyk jest jednym z kandydatów do zastąpienia Leonardo na stanowisku trenera Interu Mediolan. Jego rywalami – według mediów – byli Siniša Mihajlović, Claudio Ranieri i Gian Piero Gasperini. Chęć zatrudnienia Villas-Boasa wyraziła także Chelsea, która – po zwolnieniu Carla Ancelottiego – również nie miała szkoleniowca. Kiedy Inter zrezygnował z powodu zbyt wysokiej sumy, jaką musiałby zapłacić (15 milionów euro), Portugalczyk sam wykupił swój kontrakt, aby tylko móc odejść do zagranicznego klubu. Szybko pojawiła się informacja, że koszty wykupu pokrył właściciel Chelsea, Roman Abramowicz. I rzeczywiście, 22 czerwca 2011, klub potwierdził zatrudnienie portugalskiego szkoleniowca.

### 2011–2012: Chelsea FC

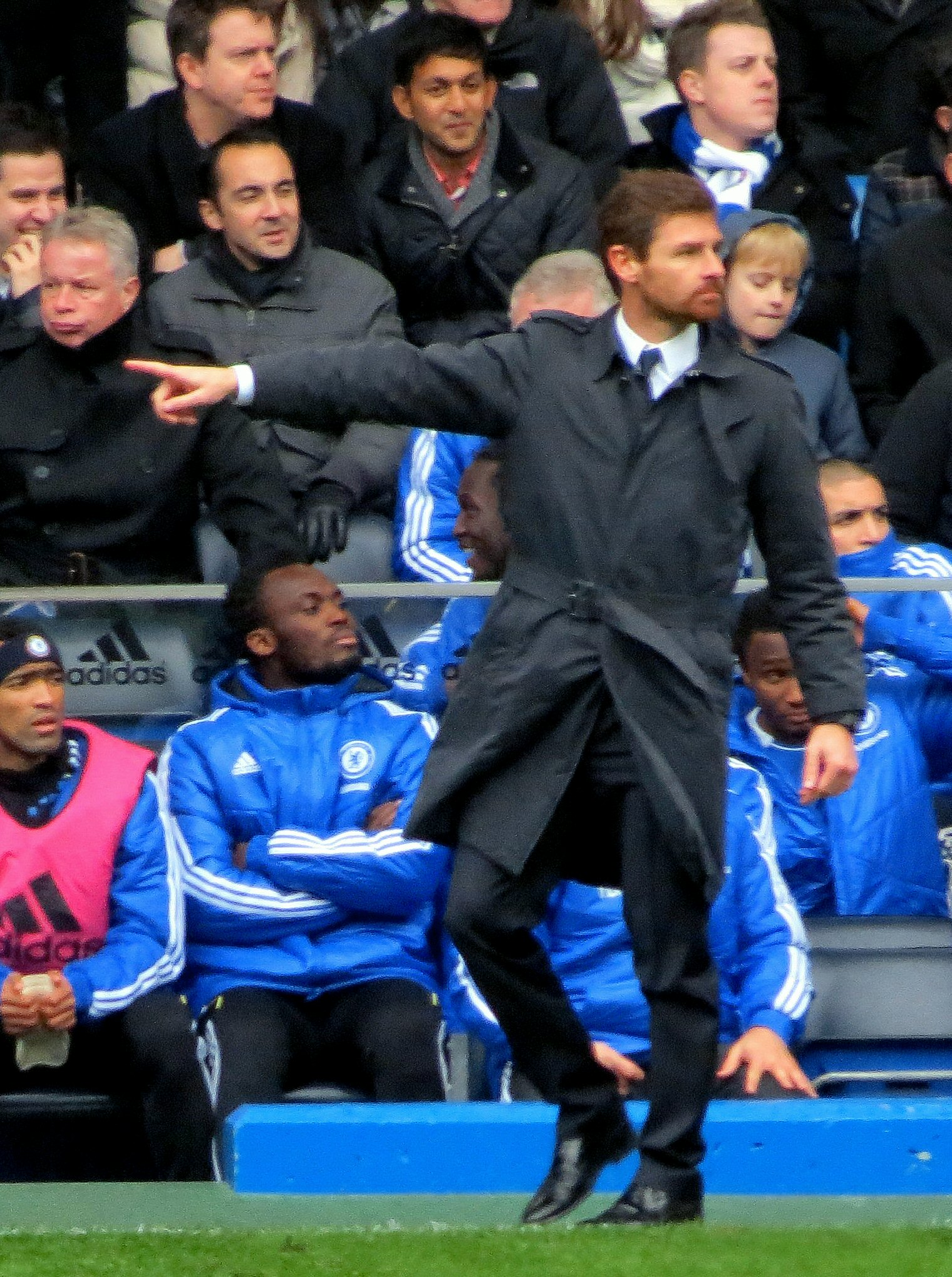
Villas-Boas jako menedżer Chelsea, luty 2012

Kilka dni po przedstawieniu nowego menedżera Chelsea w mediach pojawiły się informacje, że Villas-Boas zamierza przeprowadzić w klubie kadrową rewolucję. Z drużyną mieliby się pożegnać Frank Lampard, Nicolas Anelka, Didier Drogba, a nawet jej kapitan John Terry. Jednak na listę transferową wystawiono tylko Anelkę i Brazylijczyk Alexa; obaj zresztą opuścili klub dopiero późną zimą. Do zespołu przyszli za to Hiszpanie: 20-letni Oriol Romeu, starszy o trzy lata Juan Mata.
Oprócz nich w Chelsea w sezonie 2011–2012 występowali m.in. reprezentanci Portugalii (José Bosingwa, Paulo Ferreira i Raul Meireles), Brazylii (David Luiz i Ramires), Anglii (Ashley Cole i Daniel Sturridge), Czech (Petr Čech) oraz krajów afrykańskich (Michael Essien, Didier Drogba, Salomon Kalou i John Obi Mikel).
W trakcie sezonu media wielokrotnie pisały o rychłym odejściu Portugalczyka, np. w grudniu 2011 Villas-Boas był pierwszy w rankingu „Daily Mail” na trenera z Premier League przewidzianego do zwolnienia. Spekulacje były spowodowane słabymi wynikami Chelsea oraz – jak twierdziły media – „grą bez stylu, chaotyczną i obliczoną w dużej mierze na przypadek”. W połowie sezonu (luty 2012) zespół zajmował piąte miejsce w ligowej tabeli ze stratą siedemnastu punktów do lidera (Manchester City) i dwunastu do wicelidera (Manchester United). Zanotował m.in. wysokie porażki z Manchesterem United (1:3), Arsenalem (3:5) i Aston Villą (1:3), a między połową grudnia 2011 a początkiem marca 2012 wygrał jedynie trzy spotkania (z dwunastu). Do słabszych wyników w Premier League doszło także szybkie odpadnięcie z Pucharu Ligi Angielskiej: Chelsea zakończyła udział w tych rozgrywkach już w ćwierćfinale po porażce z Liverpoolem FC (0:2). Z kolei w Pucharze Anglii londyński zespół w pierwszym meczu piątej rundy zaledwie zremisował 1:1 z drugoligowym Birmingham City FC.
Klubowi słabo wiodło się również w europejskich pucharach. W Lidze Mistrzów Chelsea co prawda awansowała do 1/8 finału, ale w rozgrywkach grupowych przegrała z Bayerem 04 Leverkusen oraz zanotowała dwa remisy (z KRC Genk i Valencią CF), przez co do ostatniego spotkania nie była pewna awansu. W drugiej rundzie w pierwszym meczu uległa 1:3 SSC Napoli.
Villas-Boas – jak pisał jeden z dziennikarzy – „wzorem Mourinho poszedł na wojnę totalną”: zaczął zarzucać mediom niesprawiedliwe traktowanie, a krytycznym komentatorom niekompetencję. Pozycji szkoleniowca nie wzmacniał również jego konflikt z grupą najbardziej doświadczonych piłkarzy Chelsea (m.in. Terry, Drogba, Lampard), którym nie podobały się jego metody szkoleniowe i wybór pierwszej jedenastki; mówiło się także, że zawodnicy stale konsultują się z byłym trenerem, José Mourinho. Villas-Boas podkreślał jednak, że dopóki będzie cieszył się zaufaniem właściciela klubu oraz kibiców nie odejdzie ze stanowiska.
Portugalczyk sam nie zrezygnował, ale otrzymał wypowiedzenie. Miało to miejsce 4 marca 2012, dzień po ligowej porażce 0:1 z West Bromwich Albion, które wówczas zajmowało trzynaste miejsce w tabeli. Wcześniej niektórzy dziennikarze twierdzili, że dymisja Villas-Boasa jest mało prawdopodobna ze względów finansowych; wykupienie jego kontraktu z FC Porto kosztowało 15 milionów euro, a teraz doszłoby jeszcze odszkodowanie za przedwczesne rozwiązanie umowy. Krótka przygoda w Chelsea stała się głównym motywem piosenki poświęconej szkoleniowcowi.

### 2012–2013: Tottenham Hotspur
3 lipca 2012 oficjalna strona klubu poinformowała, że André Villas-Boas został trenerem klubu, z którym podpisał trzyletni kontrakt. Zastąpił on na stanowisku Harry’ego Redknappa, z którym nie przedłużono umowy. 18 sierpnia Tottenham pod wodzą nowego szkoleniowca, przegrał na inauguracje 1:2 z Newcastle United. Pierwsze zwycięstwo nastąpiło 16 września. Tottenham wygrał 3:1 z Reading. Ostatecznie Tottenham zakończył sezon 2012/13 na 5. miejscu, co dało mu szansę na grę w Lidze Europy. 16 grudnia 2013 roku Villas Boas został zwolniony. Powodem jego zwolnienia była słaba gra drużyny oraz seria wysokich porażek: m.in. 0:6 z Manchesterem City oraz 0:5 z Liverpoolem. Tymczasowymi zastępcami zostali dotychczasowi asystenci: Tim Sherwood, Chris Ramsey i Les Ferdinand.

### 2014–2016 Zenit Petersburg
18 marca 2014 roku podpisał dwuletnią umowę z rosyjskim Zenitem Petersburg. Po sezonie 2015/16 rozstał się z tym klubem.

## Sukcesy
| Kariera szkoleniowa - Académica Coimbra: - półfinał Pucharu Ligi Portugalskiej 2010 - FC Porto: - mistrzostwo Portugalii 2011 - Puchar Portugalii 2011 - Superpuchar Portugalii 2010 - Liga Europy 2010–2011 - Zenit Petersburg - mistrzostwo Rosji 2015 |

## Życie prywatne
Pochodzi z bogatego domu o korzeniach arystokratycznych. Jego prababka, Margaret Kendall, była Angielką, która opuściła swój kraj i kupiła winnicę w Guimarães. Od 2004 Villas-Boas jest żonaty z Joaną Teixeirą, z którą ma dwie córki.